# Obiectivul de Dezvoltare Durabilă 1 al Uniunii Europene
ODD 1 - Fără sărăcie urmărește eradicarea sărăciei în toate formele ei. Prevede asigurarea unei prosperități comune, a unui standard de viață de bază și protecție socială pentru oamenii de pretutindeni, inclusiv pentru cei mai săraci și cei mai vulnerabili. Scopul este asigurarea de drepturi egale și accesul la resursele economice și naturale.
Sărăcia dăunează vieții oamenilor și împiedică coeziunea socială și creșterea economică. Monitorizarea ODD 1 în contextul UE implică urmărirea aspectelor legate de sărăcia multidimensională și nevoile de bază. Pe parcursul perioadei de cinci ani evaluate, UE a făcut progrese destul de puternice în toate aspectele combaterii sărăciei. Ponderea populației afectată de diferite forme de sărăcie, cum ar fi sărăcia veniturilor sau privarea materială și socială, a scăzut. Cu toate acestea, deși numărul persoanelor expuse riscului de sărăcie sau excluziune socială s-a redus, vor fi necesare progrese mai puternice pentru a îndeplini obiectivul pentru 2030 de a scoate cel puțin 15 milioane de persoane din sărăcie sau excluziune socială, împreună cu ambiția complementară ca cel puțin 5 milioane dintre aceștia să fie copii. În ceea ce privește nevoile de bază, s-au înregistrat progrese semnificative pentru toți indicatorii, mai puțini oameni fiind acum împovărați de costurile locuinței, raportând o nevoie nesatisfăcută de îngrijire medicală sau trăind într-o gospodărie supraaglomerată.

## Indicatori care măsoară progresul către ODD 1, UE
| Indicator                                                                    | Perioadă                  | Rata anuală de creștere                                     | Tendință                                                    | Observații                |
| Sărăcie multidimensională                                                    | Sărăcie multidimensională | Sărăcie multidimensională                                   | Sărăcie multidimensională                                   | Sărăcie multidimensională |
| ---------------------------------------------------------------------------- | ------------------------- | ----------------------------------------------------------- | ----------------------------------------------------------- | ------------------------- |
| Persoane expuse riscului de sărăcie sau excluziune socială                   | 2010-2021                 | serie temporală prea scurtă pentru evaluarea pe termen lung | serie temporală prea scurtă pentru evaluarea pe termen lung | ODD 1                     |
| Persoane expuse riscului de sărăcie sau excluziune socială                   | 2016–2021                 | constatat: –1,6%                                            | ▲                                                           | ODD 1                     |
| Persoane expuse riscului de sărăcie sau excluziune socială                   | 2016–2021                 | necesar: –2,1%                                              | ▲                                                           | ODD 1                     |
| Persoane expuse riscului de sărăcie a veniturilor după transferurile sociale | 2010–2021                 | 0,3%                                                        | ▼                                                           | ODD 1                     |
| Persoane expuse riscului de sărăcie a veniturilor după transferurile sociale | 2016–2021                 | –0,8%                                                       | ▲                                                           | ODD 1                     |
| Rata privării materiale sau sociale severe                                   | 2010-2021                 | serie temporală prea scurtă pentru evaluarea pe termen lung | serie temporală prea scurtă pentru evaluarea pe termen lung | ODD 1                     |
| Rata privării materiale sau sociale severe                                   | 2016–2021                 | –6,5%                                                       | ▲                                                           | ODD 1                     |
| Persoane care locuiesc în gospodării cu intensitate foarte scăzută a muncii  | 2010-2021                 | serie temporală prea scurtă pentru evaluarea pe termen lung | serie temporală prea scurtă pentru evaluarea pe termen lung | ODD 1                     |
| Persoane care locuiesc în gospodării cu intensitate foarte scăzută a muncii  | 2016–2021                 | –2,4%                                                       | ▲                                                           | ODD 1                     |
| Rata de risc de sărăcie a persoanelor angajate în muncă                      | 2010–2021                 | 0,4%                                                        | ▼                                                           | ODD 1                     |
| Rata de risc de sărăcie a persoanelor angajate în muncă                      | 2016–2021                 | –1,9%                                                       | ▲                                                           | ODD 1                     |
| Diferența relativă mediană în ceea ce privește riscul de sărăcie[*]          | 2010–2021                 | 0,5%                                                        | ▼                                                           | ODD 10                    |
| Diferența relativă mediană în ceea ce privește riscul de sărăcie[*]          | 2016–2021                 | –0,8%                                                       | ▲                                                           | ODD 10                    |
| Nevoi de bază                                                                |                           |                                                             |                                                             |                           |
| Rata de împovărare a costurilor locuinței                                    | 2010–2021                 | –1,7%                                                       | ▲                                                           | ODD 1                     |
| Rata de împovărare a costurilor locuinței                                    | 2016–2021                 | –5,3%                                                       | ▲                                                           | ODD 1                     |
| Nevoie nesatisfăcută auto-raportată de îngrijire medicală[*]                 | 2010–2021                 | –5,0%                                                       | ▲                                                           | ODD 3                     |
| Nevoie nesatisfăcută auto-raportată de îngrijire medicală[*]                 | 2016–2021                 | –6,5%                                                       | ▲                                                           | ODD 3                     |
| Rata deficiențelor locative severe[*]                                        | 2010–2021                 | –3,4%                                                       | ▲                                                           | ODD 11                    |
| Rata deficiențelor locative severe[*]                                        | 2016–2021                 | –4,1%                                                       | ▲                                                           | ODD 11                    |

Note:

Pentru indicatorii fără țintă sunt prezentate ratele de creștere constatate pe perioadele specificate. Pentru indicatorii cu o țintă UE cuantificată  (), sunt prezentate atât ratele de creștere constatate, cât și ratele de creștere care ar fi fost necesare în perioadele specificate pentru îndeplinirea obiectivului

[*] Indicator multifuncțional

## Prezentare generală

### Sărăcia multidimensională
ODD 1 nu doar urmărește eradicarea sărăciei extreme, ci și ca sărăcia în toate dimensiunile ei să fie redusă la jumătate până în 2030. Acest obiectiv global are o abordare universală pentru reducerea sărăciei. UE folosește, de asemenea, o măsură multidimensională a sărăciei, iar în Planul său de acțiune pentru Pilonul European al Drepturilor Sociale și-a stabilit ca obiectiv reducerea numărului persoanelor expuse riscului de sărăcie sau excluziune socială cu cel puțin 15 milioane până în 2030, comparativ cu situația din 2019. O ambiție complementară prevede că dintre aceste 15 milioane de persoane, cel puțin 5 milioane ar trebui să fie copii.
Indicatorul UE de risc de sărăcie sau de excludere socială (AROPE) se bazează pe trei componente:
- sărăcia veniturilor;
- lipsuri materiale și sociale severe;
- intensitate de muncă foarte scăzută.

Prin această abordare multidimensională, indicatorul arată ce pondere a populației este expusă riscului de excludere și marginalizare din activitățile economice și sociale.
Sunt necesare progrese mai mari pentru a atinge obiectivul pentru 2030 de reducere a numărului de persoane expuse riscului de sărăcie sau excluziune socială
În 2021, 95,4 milioane de persoane, reprezentând 21,7% din populația UE, erau expuse riscului de sărăcie sau excluziune socială. Aceasta reprezintă o scădere de 7,9% față de 2016, când 103,6 milioane de persoane (23,7% din populație) erau expuse riscului. Cu toate acestea, rata ar trebui să scadă mai puternic în următorii câțiva ani pentru ca UE să-și atingă obiectivul de a scoate cel puțin 15 milioane de persoane din sărăcie sau excluziune socială până în 2030. Este de remarcat faptul că tendințele pentru mulți indicatori legați de sărăcie sunt afectate de schimbările metodologice din anumite state membre în colectarea de date începând cu anul 2020, în special în Franța și Germania.
Numărul tinerilor cu vârsta sub 18 ani care erau expuși riscului de sărăcie sau excluziune socială a fost de 19,6 milioane în 2021, respectiv 24,4% din populația acestei grupe de vârstă. Aceasta reprezintă o scădere de 11,3% comparativ cu cinci ani mai devreme, când 22,1 milioane de copii (27,1%) erau expuși riscului de sărăcie sau excluziune socială în întreaga UE. Cu toate acestea, pentru a îndeplini ambiția complementară de a scoate cel puțin 5 milioane de copii din această situație până în 2030, ritmul acestei dezvoltări ar trebui să se accelereze în următorii ani.
Sărăcia veniturilor este principala formă de sărăcie sau excluziune socială în UE
Sărăcia veniturilor a fost cea mai răspândită componentă a sărăciei sau excluziunii sociale în UE în 2021, afectând 73,7 milioane de persoane sau 16,8% din populație. Aceasta înseamnă că, după transferurile sociale (excluzând pensiile), aceste persoane au avut un venit disponibil echivalent de mai puțin de 60% din venitul disponibil echivalent median național. Venitul disponibil echivalent este venitul total al unei gospodării, după plata impozitelor și altor deduceri, care este disponibil pentru cheltuieli sau economisire, împărțit la o scară specifică care ia în considerare componența și dimensiunea gospodăriei. Intensitatea muncii foarte scăzută, referitoare la persoanele care trăiesc în gospodării în (cvasi)șomaj, în care adulții au lucrat mai puțin de 20% din potențialul lor total de timp de muncă în ultimul an, a afectat 29,3 milioane de persoane (echivalentul a 8,9% din populație) cu vârsta sub 65 de ani în 2021. În același an, 27,1 milioane de persoane (6,3% din populația UE) au fost afectate de privare materială și socială severă, ceea ce a însemnat că nu își puteau permite șapte sau mai multe articole dintr-o listă de 13 elemente de bunuri materiale, servicii sau activități sociale considerate de majoritatea oamenilor ca fiind de dorit sau necesare pentru o viață adecvată (detalii în subcapitolul "Rata privării materiale sau sociale severe").
Cele trei componente ale indicatorului de risc de sărăcie sau excludere socială — sărăcia veniturilor, intensitatea foarte scăzută a muncii și privarea materială și socială severă — sunt concepte asociate, dar distincte, care se pot suprapune. Aceasta înseamnă că unii oameni ar putea fi afectați de două sau chiar de toate cele trei dimensiuni în același timp. Conform definiției sale, sărăcia veniturilor este o măsură relativă și depinde puternic de nivelul venitului median dintr-o anumită țară. Aceasta înseamnă că, chiar și în perioadele de creștere a venitului median, rata sărăciei relative poate rămâne stabilă sau chiar crește, în funcție de schimbările în distribuția veniturilor la nivelul populației. Ratele persoanelor care trăiesc în gospodării cu intensitate foarte scăzută a muncii (gospodării cu membri fără loc de muncă sau în cvasi-șomaj) și privare materială și socială severă (care indică o lipsă de resurse pentru satisfacerea anumitor nevoi materiale și sociale) este probabil să scadă în timpul redresării economice, când oamenii stau în general mai bine din punct de vedere financiar iar situația pe piața muncii s-a îmbunătățit. Dintre toate cele 95,4 milioane de persoane expuse riscului de sărăcie sau excluziune socială din UE în 2021, 28,7 milioane (30,1%) au fost afectate de mai mult de o dimensiune a sărăciei, iar 5,9 milioane (6,2%) au fost afectate de toate cele trei forme.
Pentru a reduce sărăcia, guvernele adoptă o gamă largă de măsuri, cum ar fi completarea veniturilor cu diverse beneficii (de exemplu, indemnizații de șomaj, indemnizații de boală sau invaliditate și beneficii de venit minim), politici fiscale și furnizarea de servicii sociale și de ocupare a forței de muncă. Impactul transferurilor poate fi evaluat prin compararea ratei riscului de sărăcie înainte și după transferurile sociale, excluzând pensiile. În UE, transferurile sociale (excluzând pensiile) au redus ponderea persoanelor expuse riscului de sărăcie monetară în 2021 de la 26,7% la 16,8%, ceea ce corespunde unei reduceri cu 37,1%.
În UE există diferențe considerabile în ceea ce privește ratele sărăciei
Rata multidimensională a riscului de sărăcie sau de excluziune socială diferă considerabil între statele membre. În 2021, ratele naționale pentru acest indicator au variat de la 10,7% în Cehia la 34,5% în România în 2021. În timp ce Cehia s-a clasat printre țările cu cele mai bune performanțe pentru toate cele trei componente, alte țări prezintă diferențe majore în ceea ce privește sărăcia veniturilor, privarea materială și socială severă și intensitatea foarte scăzută a muncii, ilustrând că o performanță bună într-un domeniu nu înseamnă neapărat o performanță similară în altul. România, de exemplu, a avut a doua cea mai mare pondere a sărăciei veniturilor după transferurile sociale și cea mai mare pondere a persoanelor grav defavorizate din punct de vedere material și social în 2021, în timp ce, în același timp, ponderea sa de gospodării cu (cvasi)șomaj a fost cea mai scăzută din UE. Ungaria este un alt exemplu cu diferențe izbitoare în ceea ce privește cele trei componente. S-a situat în prima treime a clasamentului țărilor în funcție sărăcia veniturilor după transferurile sociale și după ponderea gospodăriilor cu (cvasi)șomaj, dar a avut a patra cea mai mare rată de privare materială și socială severă. Aceste exemple arată că factorii care stau la baza ratelor de risc de sărăcie sau de excluziune socială ale statelor membre pot varia, în funcție de contextul național.
Copiii și tinerii sunt în special afectați de sărăcie și excluziune socială
Copiii și tinerii sunt, în general, mai afectați de riscul de sărăcie sau excluziune socială decât alte grupe de vârstă. Persoanele cu vârste cuprinse între 20 și 24 de ani erau cele mai susceptibile de a fi expuse riscului în 2021, 27,6% din această grupă de vârstă trăind în gospodării care erau expuse riscului de sărăcie sau excluziune socială. Această cifră este cu 5,9 puncte procentuale mai mare decât rata pentru totalul populației UE (21,7%). Tinerii cu vârsta cuprinsă între 0 și 17 ani au fost, de asemenea, mai afectați decât populația totală a UE, 24,4% trăind în gospodării expuse riscului de sărăcie sau excluziune socială. În conformitate cu tendința generală a UE, ratele sărăciei sau excluziunii sociale pentru ambele grupuri au scăzut din 2016.
Tinerii cu vârsta cuprinsă între 0 și 17 ani prezintă un model similar pentru cele trei dimensiuni ale sărăciei ca și populația totală, sărăcia veniturilor fiind forma cea mai răspândită, urmată de cvasi-somaj și privarea materială și socială. În 2021, 19,5% dintre copiii cu vârste cuprinse între 0 și 17 ani trăiau în gospodării afectate de sărăcia veniturilor după transferurile sociale, 8,3% trăiau în gospodării cu (cvasi)șomaj, iar 7,5% trăiau în gospodării afectate de privare materială și socială severă.
Riscul de sărăcie sau excluziune socială al tinerilor este determinat în mare măsură de situația părinților. Doi factori majori sunt educația și componența gospodăriei: părinții cu un nivel de educație mai scăzut câștigă de obicei mai puțin. În 2021, 62,5% dintre tinerii cu vârsta cuprinsă între 0 și 17 ani ai căror părinți aveau cel mult studii medii inferioare erau expuși riscului de sărăcie sau excluziune socială. Copiii foarte mici, între 0 și 5 ani, au fost cei mai afectați, cu o rată de 67,0%. Copiii cu părinți mai educați s-au descurcat semnificativ mai bine. 28,5% dintre tinerii cu vârsta cuprinsă între 0 și 17 ani și 29,8% dintre copiii cu vârsta între 0 și 5 ani ai căror părinți aveau studii medii erau expuși riscului de sărăcie sau excluziune socială. Ratele au fost de 9,8% pentru tinerii cu vârste cuprinse între 0 și 17 ani și de 10,1% pentru copiii cu vârste între 0 și 5 ani cu părinți cu studii superioare. În mod similar, gospodăriile monoparentale (în mare parte femei) cu unul sau mai mulți copii aflați în întreținere au avut o rată de risc mult mai mare (44,1% în 2021) decât orice alt tip de gospodărie.
Sărăcia are tendința să afecteze persoanele care sunt șomeri sau provin dintre migranți, care au un nivel scăzut de educație sau suferă de un handicap
Identificarea situațiilor care pot face oamenii mai vulnerabili la riscul de sărăcie și excluziune socială este importantă pentru conceperea unor politici solide care să prevină și să combată sărăcia. Pe lângă cazul copiilor și tinerilor, alte caracteristici — precum șomajul, proveniența din rândul migranților, niveluri scăzute de educație sau care suferă de dizabilități — au fost, de asemenea, factori de risc cheie. Nu este surprinzător că grupul cu cea mai mare rată de risc de sărăcie sau de excludere socială este cel al șomerilor, dintre care două treimi (64,5%) se aflau în această situație. Aproape jumătate (48,4%) dintre cetățenii din afara UE care trăiesc în UE erau expuși riscului de sărăcie și excluziune socială, mult mai mult decât migranții dintr-o țară membră a UE (19,5%). Situația a fost similară raportat la țara natală, 41,0% dintre adulții născuți în țări din afara UE aflându-se în această situație, comparativ cu doar 19,0% dintre cei născuți în țările UE. Totodată, mai mult de o treime dintre persoanele cu dizabilități severe (36,2%) sau cu niveluri scăzute de educație (34,7%) erau expuse riscului de sărăcie sau excluziune socială. Oamenii care locuiesc în mediul rural (22,5%) au fost puțin mai afectați decât cei din mediul urban (21,9%). Femeile (22,6%) au fost mai afectate decât bărbații (20,7%).
Decalajul sărăciei s-a extins în ultimul deceniu, dar situația s-a îmbunătățit în ultimii ani
Decalajul sărăciei (sau diferența relativă mediană a riscului de sărăcie) măsoară „profunzimea” sărăciei și este definită ca diferența dintre venitul median al persoanelor expuse riscului de sărăcie și pragul de sărăcie (stabilit la 60% din venitul median disponibil echivalent național după transferurile sociale). În 2021, acest decalaj s-a ridicat la 24,4% în UE, ceea ce înseamnă că venitul median al celor sub acest prag de sărăcie a fost cu 24,4% mai mic decât pragul în sine. Deși aceasta reprezintă o îmbunătățire cu 1,0 puncte procentuale față de 2016, este cu 1,3 puncte procentuale peste nivelul înregistrat în 2010, când decalajul de sărăcie a fost de 23,1%.
Sărăcia angajaților a crescut în ultimii zece ani, cu un vârf în 2016
A avea un loc de muncă plătit nu înseamnă neapărat că oamenii nu sunt expuși riscului de sărăcie. Ponderea persoanelor angajate expuse riscului de sărăcie a veniturilor, așa-numiții „angajați săraci”, a crescut ușor din 2010. În 2021, rata sărăciei angajaților a fost de 8,9%, ceea ce reprezintă o creștere cu 0,4 puncte procentuale față de 8,5% în 2010. Cu toate acestea, în 2016 rata a atins un vârf de 9,8%, astfel încât valoarea din 2021 reprezintă o îmbunătățire cu 0,9 puncte procentuale a ratei sărăciei angajaților în perioada ultimilor cinci ani. Ratele au variat considerabil în UE în 2021, cea mai mică pondere a sărăciei angajaților fiind înregistrată în Finlanda (2,8%) și cea mai mare în România (15,6%) și Luxemburg (13,5%).
Probabilitatea ca o persoană să devină membru al grupului „angajaților săraci” variază în funcție de tipul de contract și de nivelul de educație. Lucrătorii slab calificați și persoanele care lucrează cu fracțiune de normă sau cu contracte temporare sunt, în general, cei mai afectați.

### Nevoi de bază
A fi expus riscului de sărăcie poate avea un impact sever asupra capacității unei persoane de a-și satisface nevoile de bază, cum ar fi posibilitatea de a-și permite o locuință adecvată sau de a primi tratamentul medical necesar.
Mai puțini oameni sunt afectați de costurile împovărătoare ale locuinței sau se confruntă cu deficiențe locative severe
Comisia Europeană a declarat că accesul la o locuință cu costuri accesibile este o necesitate și un drept fundamental. Satisfacerea nevoilor umane de bază este esențială pentru durabilitatea socială, iar locuința reprezintă o dimensiune cheie. Costurile cu locuința reprezintă adesea cea mai mare componentă a cheltuielilor multor gospodării și determină ce rămâne din bugetul acestora pentru satisfacerea altor nevoi esențiale, cum ar fi educația, tratamentul medical, hrana sau energia. Persoanele care suferă de sărăcie sunt mult mai des restricționate în privința asigurării unei locuințe optime decât populația generală.
Accesibilitatea locuinței poate fi analizată prin rata de împovărare a costurilor locuinței, care este definită ca ponderea populației care trăiește în gospodării în care costurile totale cu locuința reprezintă mai mult de 40% din venitul total disponibil al gospodăriei. Gospodăriile cu venituri mici sunt deosebit de predispuse să fie împovărate de costurile locuinței. În 2021, 33,0% dintre persoanele cu un venit sub pragul sărăciei au cheltuit 40% sau mai mult din venitul disponibil al gospodăriei pentru locuință, comparativ cu doar 3,4% din populația care nu este expusă riscului de sărăcie (referitor la persoanele cu un venit peste pragul sărăciei). În mod similar, persoanele cu dizabilități sunt mai susceptibile de a fi împovărate de costurile locuinței. Datele sunt disponibile doar pentru persoanele cu vârsta de 16 ani sau peste și arată că în 2021, 9,1% dintre persoanele cu dizabilități severe și 8,7% dintre persoanele cu anumite dizabilități (cu limitare a activității) se aflau în această situație, comparativ cu 6,9% dintre persoanele fără dizabilități.
În 2020, 4,3% din populația UE s-a confruntat cu deficiențe locative. Dintre persoanele afectate de sărăcia veniturilor, 10,2% au fost afectate de supraaglomerarea locuinței în 2020, comparativ cu doar 3,2% din populația mai bogată.
O analiză în funcție de gradul de urbanizare arată că locuitorii municipiilor, în special, sunt mai susceptibili de a fi împovărați de costurile locuinței, în timp ce deficiențele locative severe sunt mai frecvente în zonele rurale. În 2020, 12,2% dintre persoanele care locuiesc în municipii au cheltuit 40% sau mai mult din venitul disponibil al gospodăriei pentru locuință, în comparație cu doar 9,8% pentru orașe și suburbii și 7,3% pentru zonele rurale.
Persoanele care auto-raportează nevoi nesatisfăcute de îngrijire medicală citează cel mai frecvent drept motiv costurile ridicate
Accesul la serviciile de asistență medicală este important pentru asigurarea unei calități ridicate a vieții. La rândul său, acest lucru poate contribui la creșterea productivității și la reducerea costurilor asociate cu sistemele de protecție socială. Barierele în calea accesului la serviciile de sănătate includ costurile, distanța și timpul de așteptare. În 2021, 2,0% din populația UE cu vârsta de 16 ani și peste a raportat o nevoie nesatisfăcută de îngrijiri medicale. Costurile au reprezentat principalul motiv invocat pentru accesul limitat la serviciile de asistență medicală, indicat de 1,0% din populația UE în 2021. Persoanele cu venituri mai mici se confruntă cu o pondere mult mai mare a nevoii nesatisfăcute de îngrijire medicală. În timp ce doar 0,2% dintre cei mai bogați 20% din populație au raportat nevoi de îngrijire nesatisfăcute din cauza constrângerilor financiare, 2,2% dintre persoanele din chintila cea mai săracă au raportat această problemă.

## Prezentarea principalilor indicatori

### Persoane expuse riscului de sărăcie sau excluziune socială

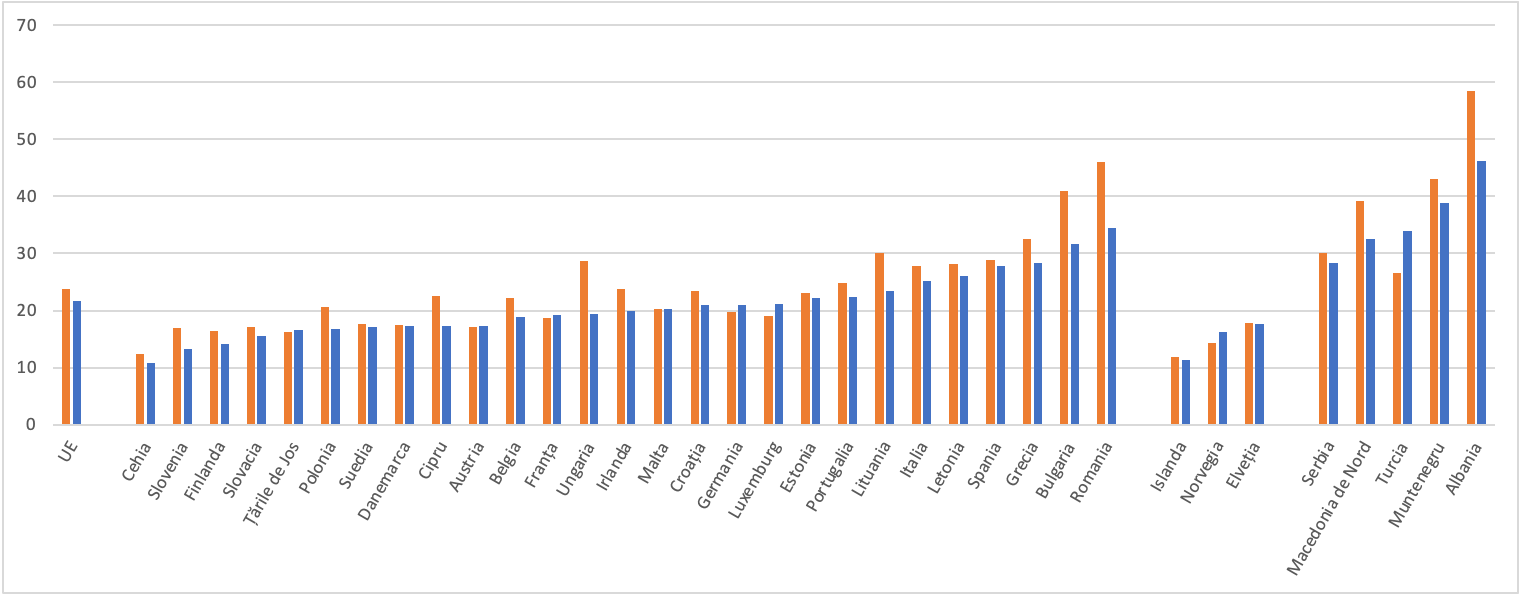
2016
2021
Sursa: Eurostat (online data code: sdg_01_10)

În timp ce venitul unei gospodării este un determinant cheie al nivelului de trai, alte aspecte pot împiedica oamenii să participe pe deplin la viața societății, cum ar fi accesul restricționat la piețele muncii sau lipsurile materiale. Pentru a reflecta aceste dimensiuni diferite ale sărăciei sau excluziunii sociale, indicatorul „risc de sărăcie sau excluziune socială” măsoară numărul de persoane afectate de cel puțin una dintre următoarele trei forme de sărăcie sau excluziune socială: sărăcie monetară, privațiuni materiale și sociale severe și intensitate foarte scăzută a muncii. Datele referitoare la cele trei componente sunt extrase din EU Statistics on Income and Living Conditions (EU-SILC).
| Loc | Țară              | 2014 | 2015 | 2016   | 2017 | 2018 | 2019   | 2020   | 2021   | 2022   |
|     |                   |      |      |        |      |      |        |        |        |        |
| --- | ----------------- | ---- | ---- | ------ | ---- | ---- | ------ | ------ | ------ | ------ |
| -   | Uniunea Europeană | N/A  | 24,0 | 23,7   | 22,4 | 21,7 | 21,1   | 21,6 b | 21,7   | 21,6   |
| 1   | Cehia             | N/A  | 13,0 | 12,4   | 12,1 | 11,8 | 12,1   | 11,5   | 10,8   | 11,8   |
| 2   | Slovenia          | N/A  | 17,7 | 16,9   | 16,6 | 15,4 | 13,7   | 14,3   | 13,2   | 13,3   |
| 3   | Polonia           | N/A  | 22,5 | 20,6   | 18,7 | 18,2 | 17,9   | 17,0   | 16,8   | 15,9   |
| 4   | Finlanda          | N/A  | 16,9 | 16,5   | 16,0 | 16,6 | 14,5 b | 14,9   | 14,2   | 16,3 b |
| 5   | Țările de Jos     | N/A  | 16,4 | 16,3 b | 16,6 | 16,5 | 16,5   | 16,0   | 16,6   | 16,5   |
| 6   | Slovacia          | N/A  | 17,3 | 17,1   | 15,8 | 15,2 | 14,8   | 13,8   | 15,6   | 16,5   |
| 7   | Cipru             | N/A  | 22,8 | 22,6   | 21,4 | 19,1 | 18,6   | 17,6   | 17,3   | 16,7   |
| 8   | Danemarca         | N/A  | 18,6 | 17,5   | 17,8 | 17,5 | 17,3   | 16,8 b | 17,3   | 17,1   |
| 9   | Austria           | N/A  | 16,9 | 17,2   | 17,1 | 16,8 | 16,5   | 16,7   | 17,3   | 17,5   |
| 10  | Ungaria           | N/A  | 30,6 | 28,6   | 25,9 | 20,6 | 20,0   | 19,4   | 19,4   | 18,4   |
| 11  | Suedia            | N/A  | 18,2 | 17,7   | 17,2 | 17,7 | 18,4   | 17,7   | 17,2   | 18,6   |
| 12  | Belgia            | N/A  | 21,6 | 22,2   | 22,0 | 20,5 | 20,0 b | 20,3   | 18,8   | 18,7   |
| 13  | Luxemburg         | N/A  | 18,4 | 19,1 b | 19,3 | 20,1 | 20,1   | 19,9 b | 21,1 b | 19,4 b |
| 14  | Croația           | N/A  | 24,4 | 23,5   | 23,7 | 22,1 | 20,8   | 20,5   | 20,9   | 19,9   |
| 15  | Malta             | N/A  | 22,2 | 20,2   | 19,4 | 19,2 | 20,7   | 19,9   | 20,3   | 20,1   |
| 16  | Portugalia        | N/A  | 26,4 | 24,9   | 23,4 | 21,6 | 21,1   | 20,0   | 22,4   | 20,1   |
| 17  | Irlanda           | N/A  | 25,4 | 23,8   | 22,4 | 20,8 | 20,4   | 20,1 b | 20,0   | 20,7   |
| 18  | Germania          | N/A  | 20,0 | 19,8   | 18,8 | 18,5 | 17,3   | 20,4 b | 21,0   | 20,9   |
| 19  | Franța            | N/A  | 18,4 | 18,7   | 17,8 | 17,9 | 18,8   | 19,3 b | 19,2   | 21,0 b |
| 20  | Italia            | N/A  | 28,4 | 27,8   | 25,9 | 25,7 | 24,6   | 24,9   | 25,2   | 24,4   |
| 21  | Lituania          | N/A  | 29,4 | 30,0   | 29,8 | 28,5 | 25,5   | 24,5   | 23,5   | 24,6   |
| 22  | Estonia           | N/A  | 23,6 | 23,1   | 23,3 | 23,6 | 23,7   | 22,8   | 22,2   | 25,2   |
| 23  | Letonia           | N/A  | 30,0 | 28,2   | 28,5 | 28,4 | 26,7   | 25,1   | 26,1   | 26,0   |
| 24  | Spania            | N/A  | 28,7 | 28,8   | 27,5 | 27,3 | 26,2   | 27,0   | 27,8   | 26,0   |
| 25  | Grecia            | N/A  | 32,4 | 32,6   | 32,2 | 30,3 | 29,0   | 27,4   | 28,3   | 26,3   |
| 26  | Bulgaria          | N/A  | 43,3 | 41,0 b | 38,0 | 33,0 | 33,2   | 33,6   | 31,7   | 32,2   |
| 27  | România           | N/A  | 44,5 | 46,0   | 42,5 | 38,7 | 36,1   | 35,6   | 34,5   | 34,4   |

| Loc | Țară              | 2014 | 2015 | 2016 | 2017 | 2018 | 2019 | 2020 | 2021 | 2022 |
| --- | ----------------- | ---- | ---- | ---- | ---- | ---- | ---- | ---- | ---- | ---- |
| -   | Islanda           | N/A  | 12,6 | 11,8 | 12,6 | 11,3 | N/A  | N/A  | N/A  | N/A  |
| -   | Norvegia          | N/A  | 14,7 | 14,4 | 15,4 | 15,8 | 15,6 | 16,3 | N/A  | N/A  |
| -   | Elveția           | 16,8 | 18,2 | 17,9 | 18,3 | 17,8 | 19,3 | 18,5 | 17,6 | N/A  |
|     |                   |      |      |      |      |      |      |      |      |      |
| -   | Serbia            | N/A  | 41,0 | 30,0 | 39,3 | 33,9 | 31,1 | 29,8 | 28,4 | N/A  |
| -   | Macedonia de Nord | N/A  | 41,2 | 39,2 | 36,9 | 35,3 | 34,1 | 32,6 | N/A  | N/A  |
| -   | Turcia            | N/A  | 26,7 | 26,6 | 32,3 | 32,4 | 33,1 | 34,1 | 34,0 | N/A  |
| -   | Muntenegru        | N/A  | 43,8 | 43,1 | 42,2 | 41,2 | 36,5 | 37,8 | 38,9 | N/A  |
| -   | Albania           | N/A  | N/A  | N/A  | 58,5 | 53,9 | 50,7 | 46,2 | N/A  | N/A  |

b - întrerupere în seriile temporale

Sursa: Eurostat (online data code: sdg_01_10)

### Persoane expuse riscului de sărăcie a veniturilor după transferurile sociale

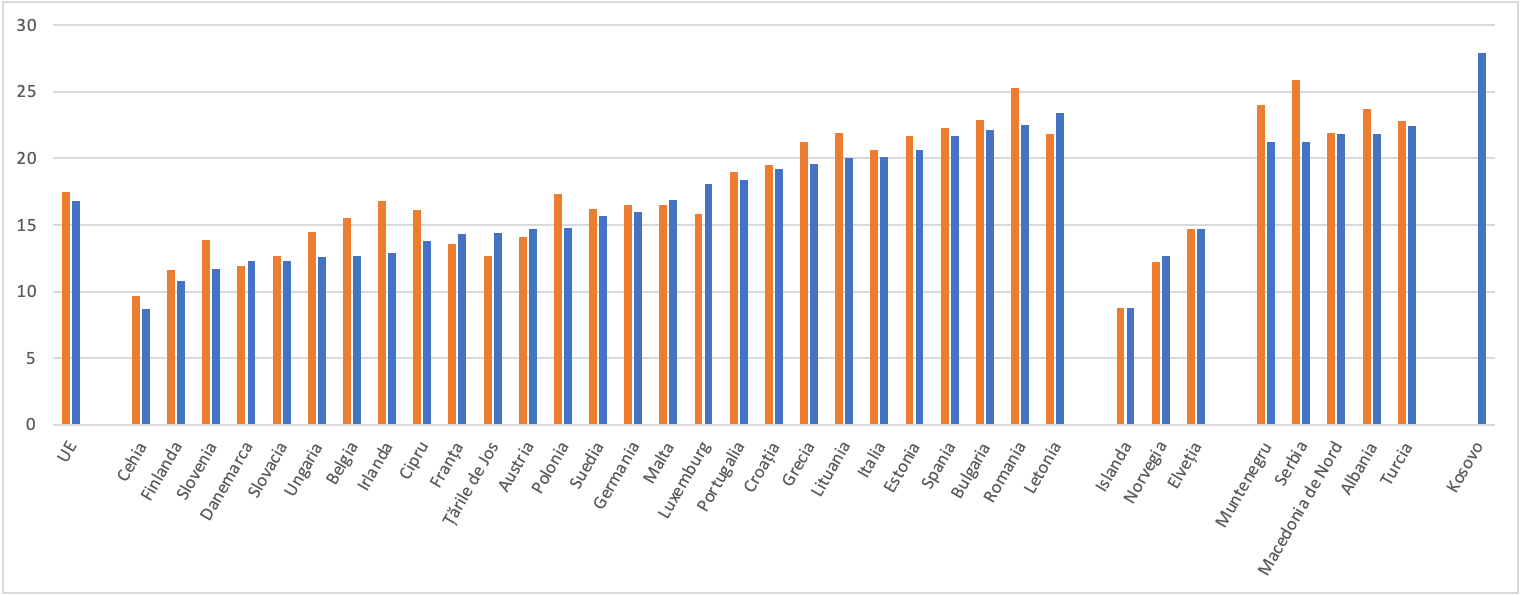
2016
2021
Sursa: Eurostat (online data code: sdg_01_20)

Acest indicator măsoară numărul de persoane cu un venit disponibil echivalent sub pragul de sărăcie. Acesta este stabilit la 60% din venitul disponibil median echivalent național după transferurile sociale. Datele provin din EU Statistics on Income and Living Conditions (EU-SILC).
| Loc | Țară              | 2014   | 2015   | 2016   | 2017   | 2018   | 2019   | 2020   | 2021   | 2022   |
|     |                   |        |        |        |        |        |        |        |        |        |
| --- | ----------------- | ------ | ------ | ------ | ------ | ------ | ------ | ------ | ------ | ------ |
| -   | Uniunea Europeană | 17,3 e | 17,4 e | 17,5 e | 16,9 e | 16,8 e | 16,5   | 16,7 b | 16,8   | 16,5   |
| 1   | Cehia             | 9,7    | 9,7    | 9,7    | 9,1    | 9,6    | 10,1   | 9,5    | 8,7    | 10,2   |
| 2   | Ungaria           | 15,0   | 14,9   | 14,5   | 13,4   | 12,8   | 12,3   | 12,3   | 12,6   | 12,1   |
| 3   | Slovenia          | 14,5   | 14,3   | 13,9   | 13,3   | 13,3   | 12,0   | 12,4   | 11,7   | 12,1   |
| 4   | Danemarca         | 12,1   | 12,2   | 11,9   | 12,4   | 12,7   | 12,5   | 12,1 b | 12,3   | 12,4   |
| 5   | Finlanda          | 12,8   | 12,4   | 11,6   | 11,5   | 12,0   | 11,6   | 12,2   | 10,8   | 12,7   |
| 6   | Belgia            | 15,5   | 14,9   | 15,5   | 15,9   | 16,4   | 14,8 b | 14,1   | 12,7   | 13,2   |
| 7   | Polonia           | 17,0   | 17,6   | 17,3   | 15,0   | 14,8   | 15,4   | 14,8   | 14,8   | 13,7   |
| 8   | Slovacia          | 12,6   | 12,3   | 12,7   | 12,4   | 12,2   | 11,9   | 11,4   | 12,3   | 13,7   |
| 9   | Cipru             | 14,4   | 16,2   | 16,1   | 15,7   | 15,4   | 14,7   | 14,3   | 13,8   | 13,9   |
| 10  | Irlanda           | 16,8   | 16,2   | 16,8   | 15,6   | 14,9   | 13,1   | 13,8 b | 12,9   | 14,0   |
| 11  | Țările de Jos     | 11,6   | 11,6   | 12,7 b | 13,2   | 13,3   | 13,2   | 13,4   | 14,4   | 14,5   |
| 12  | Germania          | 16,7   | 16,7   | 16,5   | 16,1   | 16,0   | 14,8   | 16,1 b | 16,0   | 14,7   |
| 13  | Austria           | 14,1   | 13,9   | 14,1   | 14,4   | 14,3   | 13,3   | 13,9   | 14,7   | 14,8   |
| 14  | Franța            | 13,3   | 13,6   | 13,6   | 13,2   | 13,4   | 13,6   | 14,2 b | 14,3   | 15,6 p |
| 15  | Suedia            | 15,6   | 16,3   | 16,2   | 15,8   | 16,4   | 17,1   | 16,1   | 15,7   | 16,0   |
| 16  | Portugalia        | 19,5   | 19,5   | 19,0   | 18,3   | 17,3   | 17,2   | 16,2   | 18,4   | 16,4   |
| 17  | Malta             | 15,8   | 16,6   | 16,5   | 16,7   | 16,8   | 17,1   | 16,9   | 16,9   | 16,7   |
| 18  | Luxemburg         | 16,4   | 15,3   | 15,8 b | 16,4   | 16,7   | 17,5   | 17,4 b | 18,1 b | 17,4 b |
| 19  | Croația           | 19,4   | 20,0   | 19,5   | 20,0   | 19,3   | 18,3   | 18,3   | 19,2   | 18,0   |
| 20  | Grecia            | 22,1   | 21,4   | 21,2   | 20,2   | 18,5   | 17,9   | 17,7   | 19,6   | 18,8   |
| 21  | Italia            | 19,4   | 19,9   | 20,6   | 20,3   | 20,3   | 20,1   | 20,0   | 20,1   | 20,1   |
| 22  | Spania            | 22,2   | 22,1   | 22,3   | 21,6   | 21,5   | 20,7   | 21,0   | 21,7   | 20,4   |
| 23  | Lituania          | 19,1   | 22,2   | 21,9   | 22,9   | 22,9   | 20,6   | 20,9   | 20,0   | 20,9   |
| 24  | România           | 25,1   | 25,4   | 25,3   | 23,6   | 23,5   | 23,8   | 23,4   | 22,5   | 21,2   |
| 25  | Letonia           | 21,2   | 22,5   | 21,8   | 22,1   | 23,3   | 22,9   | 21,6   | 23,4   | 22,5   |
| 26  | Estonia           | 21,8   | 21,6   | 21,7   | 21,0   | 21,9   | 21,7   | 20,7   | 20,6   | 22,8   |
| 27  | Bulgaria          | 21,8   | 22,0   | 22,9 b | 23,4   | 22,0   | 22,6   | 23,8   | 22,1   | 22,9   |

| Loc | Țară              | 2014 | 2015 | 2016 | 2017 | 2018 | 2019 | 2020 | 2021 | 2022 |
| --- | ----------------- | ---- | ---- | ---- | ---- | ---- | ---- | ---- | ---- | ---- |
| -   | Islanda           | 7,9  | 9,2  | 8,8  | 10,1 | 8,8  | N/A  | N/A  | N/A  | N/A  |
| -   | Norvegia          | 10,9 | 11,9 | 12,2 | 12,3 | 12,9 | 12,7 | 12,7 | N/A  | N/A  |
| -   | Elveția           | 13,8 | 15,6 | 14,7 | 15,5 | 14,6 | 16,0 | 15,5 | 14,7 | N/A  |
|     |                   |      |      |      |      |      |      |      |      |      |
| -   | Serbia            | 25,0 | 26,7 | 25,9 | 25,7 | 24,3 | 23,2 | 21,7 | 21,2 | N/A  |
| -   | Muntenegru        | 24,1 | 24,4 | 24,0 | 23,6 | 23,8 | 24,5 | 22,6 | 21,2 | N/A  |
| -   | Macedonia de Nord | 22,1 | 21,5 | 21,9 | 22,2 | 21,9 | 21,6 | 21,8 | N/A  | N/A  |
| -   | Albania           | N/A  | N/A  | 23,7 | 23,4 | 23,0 | 21,8 | N/A  | N/A  | N/A  |
| -   | Turcia            | 23,0 | 22,5 | 22,8 | 22,2 | 22,2 | 22,4 | 23,0 | 22,4 | N/A  |
|     |                   |      |      |      |      |      |      |      |      |      |
| -   | Kosovo            | N/A  | N/A  | N/A  | 27,9 | N/A  | N/A  | N/A  | N/A  | N/A  |

b - întrerupere în seriile temporale

e - date estimative

p - date provizorii

Sursa: Eurostat (online data code: sdg_01_20)

### Rata privării materiale sau sociale severe

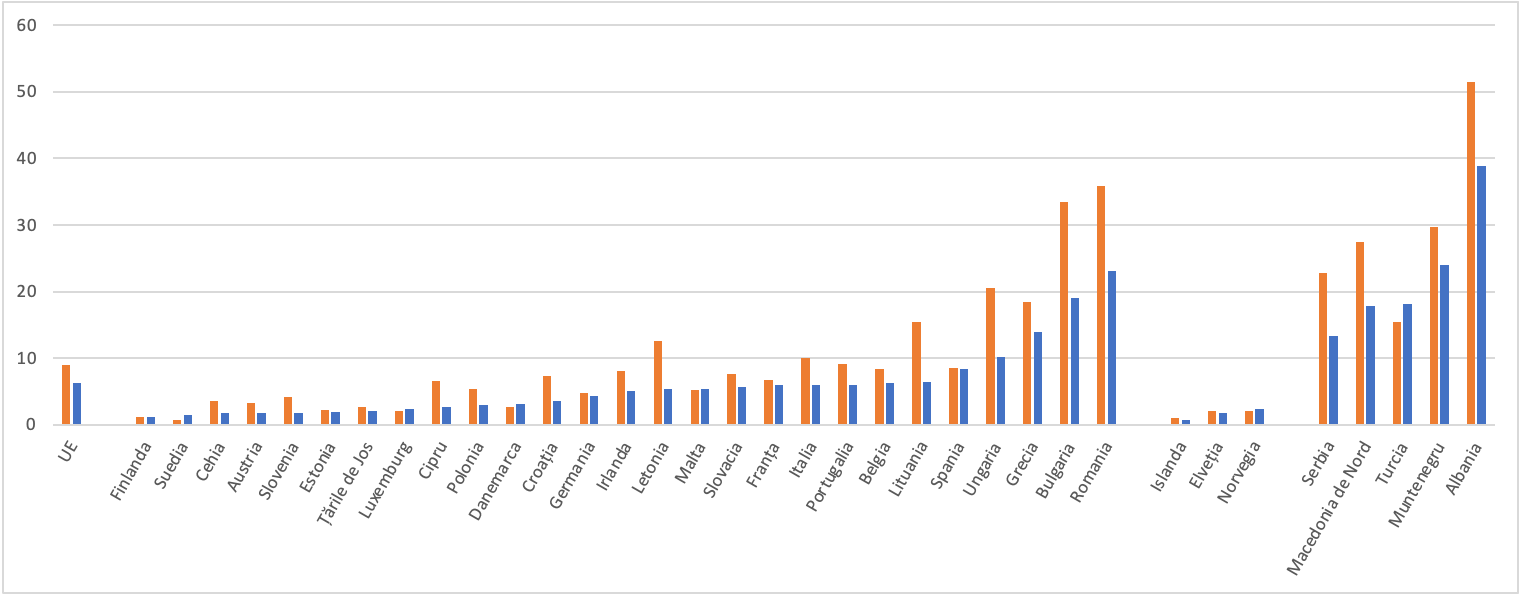
2016
2021
Sursa: Eurostat (online data code: sdg_01_31)

Indicatorul arată lipsa forțată a elementelor necesare și de dorit pentru o viață adecvată, evidențiind ponderea persoanelor care nu își pot permite un anumit bun, serviciu sau activități sociale. Este definit ca proporția populației care se confruntă cu lipsa forțată a cel puțin 7 din 13 elemente privative:
1. să plătească chiria, facturile de utilități sau ratele creditelor,
2. să mențină casa suficient de caldă,
3. se confruntă cu cheltuieli neașteptate,
4. să mănânce carne, pește sau un echivalent proteic la fiecare două zile,
5. o săptămână de vacanță departe de casă,
6. să aibă acces la o mașină/dubă pentru uz personal,
7. să înlocuiască mobilierul uzat,
8. să înlocuiască hainele uzate cu unele noi,
9. să aibă două perechi de pantofi potriviți,
10. să cheltuiască o sumă mică de bani în fiecare săptămână pentru ei înșiși („bani de buzunar”),
11. să aibă activități regulate de timp liber,
12. să se întâlnească cu prietenii/familia pentru o băutură/masă cel puțin o dată pe lună,
13. să aibă o conexiune la internet.

Elementele de la 1 la 7 se referă la nivelul gospodăriei, în timp ce elementele de la 8 la 13 se referă la nivelul individual. Datele provin din EU Statistics on Income and Living Conditions (EU-SILC).
| Loc | Țară              | 2014 | 2015 | 2016 | 2017 | 2018 | 2019 | 2020  | 2021  | 2022  |
|     |                   |      |      |      |      |      |      |       |       |       |
| --- | ----------------- | ---- | ---- | ---- | ---- | ---- | ---- | ----- | ----- | ----- |
| -   | Uniunea Europeană | N/A  | 9,7  | 9,0  | 7,8  | 7,1  | 6,7  | 6,8   | 6,3   | 6,7   |
| 1   | Slovenia          | N/A  | 4,8  | 4,1  | 4,5  | 3,2  | 2,2  | 2,6   | 1,8   | 1,4   |
| 2   | Finlanda          | N/A  | 1,0  | 1,2  | 1,8  | 2,2  | 1,9  | 1,8   | 1,1   | 1,9   |
| 3   | Luxemburg         | N/A  | 2,5  | 2,0  | 1,9  | 1,6  | 1,4  | 1,7 b | 2,4 b | 2,0 b |
| 4   | Cehia             | N/A  | 4,5  | 3,5  | 3,4  | 2,4  | 2,1  | 1,9   | 1,8   | 2,1   |
| 5   | Austria           | N/A  | 2,9  | 3,3  | 3,4  | 2,8  | 2,7  | 3,0   | 1,8   | 2,3   |
| 6   | Suedia            | N/A  | 1,1  | 0,7  | 1,0  | 1,4  | 1,5  | 2,0   | 1,4   | 2,3   |
| 7   | Țările de Jos     | N/A  | 3,2  | 2,6  | 2,6  | 2,6  | 2,8  | 2,2   | 2,1   | 2,5   |
| 8   | Cipru             | N/A  | 7,9  | 6,6  | 6,1  | 3,8  | 3,2  | 3,2   | 2,6   | 2,7   |
| 9   | Polonia           | N/A  | 7,8  | 5,4  | 5,3  | 4,5  | 3,5  | 2,6   | 2,9   | 2,8   |
| 10  | Danemarca         | N/A  | 3,2  | 2,6  | 3,6  | 3,5  | 3,8  | 3,5   | 3,1   | 3,2   |
| 11  | Estonia           | N/A  | 3,5  | 2,2  | 4,0  | 3,1  | 2,6  | 2,3   | 1,9   | 3,3   |
| 12  | Croația           | N/A  | 8,4  | 7,3  | 7,1  | 6,1  | 4,6  | 4,4   | 3,5   | 4,0   |
| 13  | Italia            | N/A  | 12,1 | 10,1 | 6,6  | 6,5  | 6,4  | 6,2   | 5,9   | 4,5   |
| 14  | Malta             | N/A  | 8,2  | 5,2  | 4,3  | 4,7  | 5,0  | 5,1   | 5,4   | 4,9   |
| 15  | Portugalia        | N/A  | 10,9 | 9,1  | 8,0  | 6,6  | 5,6  | 5,4   | 6,0   | 5,3   |
| 16  | Belgia            | N/A  | 7,2  | 8,4  | 7,2  | 6,5  | 6,3  | 6,7   | 6,3   | 5,8   |
| 17  | Irlanda           | N/A  | 9,4  | 8,0  | 6,9  | 6,1  | 7,1  | 5,7 b | 5,1   | 5,8   |
| 18  | Lituania          | N/A  | 14,6 | 15,4 | 14,4 | 12,0 | 9,7  | 8,1   | 6,4   | 6,0   |
| 19  | Germania          | N/A  | 5,7  | 4,7  | 3,7  | 3,4  | 3,0  | 4,4 b | 4,3   | 6,1   |
| 20  | Slovacia          | N/A  | 8,4  | 7,6  | 6,3  | 5,4  | 5,9  | 4,5   | 5,7   | 6,3   |
| 21  | Franța            | N/A  | 6,8  | 6,7  | 6,3  | 6,7  | 7,3  | 7,0 b | 5,9   | 7,5 p |
| 22  | Spania            | N/A  | 7,4  | 8,5  | 8,3  | 8,7  | 7,7  | 8,5   | 8,3   | 7,7   |
| 23  | Letonia           | N/A  | 15,4 | 12,6 | 12,9 | 10,4 | 7,5  | 7,0   | 5,3   | 7,8   |
| 24  | Ungaria           | N/A  | 24,1 | 20,6 | 16,1 | 11,9 | 10,9 | 10,7  | 10,2  | 9,1   |
| 25  | Grecia            | N/A  | 17,6 | 18,4 | 18,3 | 16,1 | 15,8 | 14,9  | 13,9  | 13,9  |
| 26  | Bulgaria          | N/A  | 36,8 | 33,5 | 30,0 | 22,3 | 22,1 | 22,1  | 19,1  | 18,7  |
| 27  | România           | N/A  | 34,0 | 35,9 | 32,4 | 28,3 | 24,5 | 25,3  | 23,1  | 24,3  |

| Loc | Țară              | 2014 | 2015 | 2016 | 2017 | 2018 | 2019 | 2020 | 2021 | 2022 |
| --- | ----------------- | ---- | ---- | ---- | ---- | ---- | ---- | ---- | ---- | ---- |
| -   | Islanda           | N/A  | 1,4  | 1,0  | 0,6  | 0,7  | N/A  | N/A  | N/A  | N/A  |
| -   | Elveția           | 2,0  | 2,0  | 2,0  | 1,9  | 2,1  | 3,2  | 1,6  | 1,8  | N/A  |
| -   | Norvegia          | N/A  | 1,7  | N/A  | 2,0  | 1,7  | 2,0  | 2,4  | N/A  | N/A  |
|     |                   |      |      |      |      |      |      |      |      |      |
| -   | Muntenegru        | N/A  | 32,3 | 29,7 | 28,7 | 27,7 | 21,0 | 23,0 | 24,0 | N/A  |
| -   | Macedonia de Nord | N/A  | 29,1 | 27,5 | 24,6 | 22,6 | 22,1 | 17,8 | N/A  | N/A  |
| -   | Albania           | N/A  | N/A  | N/A  | 51,4 | 46,7 | 42,5 | 38,9 | N/A  | N/A  |
| -   | Serbia            | N/A  | 25,1 | N/A  | 22,8 | 17,4 | 14,3 | 14,1 | 13,3 | N/A  |
| -   | Turcia            | N/A  | N/A  | N/A  | 15,4 | 15,4 | 15,9 | 16,7 | 18,2 | N/A  |

b - întrerupere în seriile temporale

p - date provizorii

Sursa: Eurostat (online data code: sdg_01_31)

### Persoane care locuiesc în gospodării cu intensitate foarte scăzută a muncii

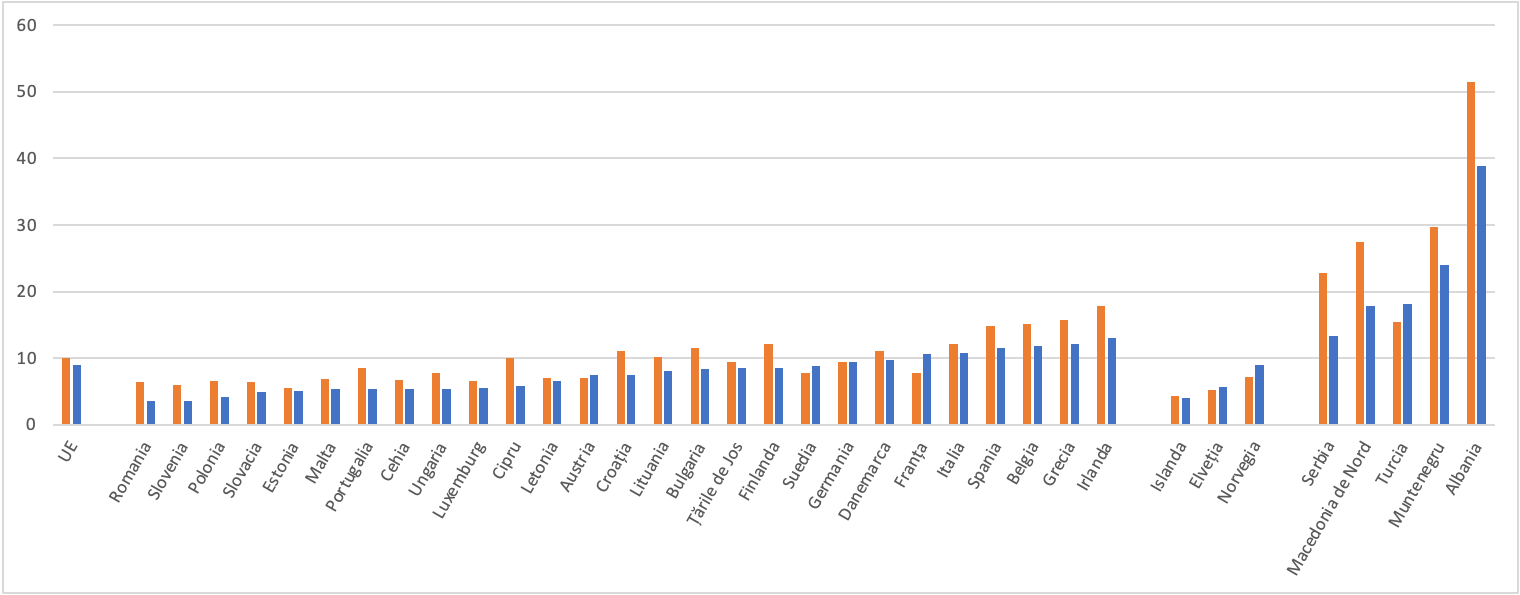
2016
2021
Sursa: Eurostat (online data code: sdg_01_40)

Indicatorul descrie ponderea persoanelor cu vârsta sub 65 de ani care trăiesc în gospodării în care adulții în vârstă de muncă cu vârsta cuprinsă între 18 și 64 de ani au lucrat mai puțin de 20% din timpul total de muncă potențial combinat în ultimele 12 luni. Sunt excluși studenții cu vârsta cuprinsă între 18 și 24 de ani și pensionarii în funcție de statutul economic actual autodefinit sau care primesc orice fel de pensie, precum și persoanele din categoria de vârstă 60-64 de ani care sunt inactive și locuiesc într-o gospodărie în care venitul principal sunt pensiile (cu excepția pensiei de urmaș). Sursa de date este EU Statistics on Income and Living Conditions (EU-SILC).
| Loc | Țară              | 2014 | 2015 | 2016 | 2017 | 2018 | 2019  | 2020   | 2021  | 2022   |
|     |                   |      |      |      |      |      |       |        |       |        |
| --- | ----------------- | ---- | ---- | ---- | ---- | ---- | ----- | ------ | ----- | ------ |
| -   | Uniunea Europeană | 10,7 | 10,1 | 10,0 | 9,1  | 8,5  | 8,0   | 8,3    | 9,0   | 8,3    |
| 1   | Luxemburg         | N/A  | 5,4  | 6,5  | 6,5  | 7,8  | 6,9   | 7,1 b  | 5,5 b | 3,5 b  |
| 2   | Malta             | N/A  | 9,2  | 6,8  | 6,6  | 5,3  | 4,9   | 5,4    | 5,3   | 3,8    |
| 3   | Polonia           | N/A  | 6,9  | 6,6  | 5,8  | 5,7  | 5,0   | 4,3    | 4,2   | 3,8    |
| 4   | Slovacia          | N/A  | 7,0  | 6,4  | 5,3  | 5,2  | 6,3   | 4,3    | 4,9   | 3,8    |
| 5   | Slovenia          | N/A  | 5,8  | 6,0  | 5,2  | 4,4  | 4,3   | 3,9    | 3,6   | 3,8    |
| 6   | Cipru             | N/A  | 10,4 | 10,1 | 8,7  | 8,1  | 6,6   | 5,3    | 5,8   | 4,1    |
| 7   | România           | N/A  | 6,2  | 6,4  | 5,4  | 6,0  | 4,5   | 4,7    | 3,5   | 4,2    |
| 8   | Cehia             | N/A  | 6,8  | 6,7  | 5,7  | 4,5  | 4,4   | 4,4    | 5,4   | 4,5    |
| 9   | Portugalia        | N/A  | 10,2 | 8,5  | 7,7  | 6,9  | 6,2   | 5,0    | 5,3   | 5,6    |
| 10  | Austria           | N/A  | 6,3  | 7,0  | 7,2  | 6,4  | 6,6   | 6,1    | 7,4   | 5,7    |
| 11  | Estonia           | N/A  | 6,2  | 5,5  | 5,4  | 5,3  | 5,3   | 4,8    | 5,1   | 5,7    |
| 12  | Ungaria           | N/A  | 8,8  | 7,7  | 6,3  | 5,5  | 4,9   | 4,9    | 5,4   | 6,2    |
| 13  | Croația           | N/A  | 12,3 | 11,1 | 10,6 | 9,3  | 7,5   | 7,2    | 7,5   | 6,3    |
| 14  | Letonia           | N/A  | 7,7  | 7,0  | 7,3  | 7,3  | 7,4   | 7,4    | 6,6   | 7,2    |
| 15  | Suedia            | N/A  | 7,8  | 7,8  | 8,2  | 8,3  | 8,3   | 7,9    | 8,8   | 8,2    |
| 16  | Lituania          | N/A  | 9,1  | 10,2 | 9,4  | 9,2  | 7,6   | 7,2    | 8,1   | 8,3    |
| 17  | Țările de Jos     | N/A  | 10,0 | 9,5  | 9,4  | 8,4  | 8,9   | 8,7    | 8,6   | 8,4    |
| 18  | Bulgaria          | N/A  | 11,5 | 11,5 | 11,1 | 9,0  | 9,2   | 8,4    | 8,4   | 8,6    |
| 19  | Spania            | N/A  | 15,4 | 14,9 | 12,8 | 10,8 | 10,9  | 10,0   | 11,6  | 8,7    |
| 20  | Danemarca         | N/A  | 11,9 | 11,1 | 10,5 | 10,0 | 9,5   | 9,1    | 9,7   | 8,8    |
| 21  | Grecia            | N/A  | 15,3 | 15,7 | 14,3 | 13,6 | 12,7  | 11,8   | 12,1  | 9,5    |
| 22  | Germania          | N/A  | 9,5  | 9,4  | 8,7  | 8,0  | 7,6   | 8,3 b  | 9,5   | 9,7    |
| 23  | Italia            | N/A  | 11,2 | 12,1 | 10,8 | 10,7 | 9,6   | 10,2   | 10,8  | 9,8    |
| 24  | Franța            | N/A  | 8,3  | 7,8  | 7,7  | 7,5  | 7,1   | 9,7 b  | 10,7  | 9,9 p  |
| 25  | Finlanda          | N/A  | 11,5 | 12,1 | 11,4 | 11,1 | 8,1 b | 8,3    | 8,6   | 10,1 b |
| 26  | Irlanda           | N/A  | 18,8 | 17,8 | 16,1 | 13,2 | 13,8  | 11,5 b | 13,0  | 10,5   |
| 27  | Belgia            | N/A  | 15,0 | 15,2 | 14,5 | 13,1 | 12,8  | 12,3   | 11,9  | 11,5   |

| Loc | Țară              | 2014 | 2015 | 2016 | 2017 | 2018 | 2019 | 2020 | 2021 | 2022 |
| --- | ----------------- | ---- | ---- | ---- | ---- | ---- | ---- | ---- | ---- | ---- |
| -   | Islanda           | N/A  | 5,2  | 4,3  | 4,0  | 4,0  | N/A  | N/A  | N/A  | N/A  |
| -   | Elveția           | 4,6  | 5,2  | 5,2  | 5,6  | 6,1  | 6,2  | 5,5  | 5,6  | N/A  |
| -   | Norvegia          | N/A  | 7,4  | 7,2  | 8,1  | 8,2  | 7,7  | 9,0  | N/A  | N/A  |
|     |                   |      |      |      |      |      |      |      |      |      |
| -   | Albania           | N/A  | N/A  | N/A  | 13,3 | 12,9 | 11,8 | 11,3 | N/A  | N/A  |
| -   | Turcia            | N/A  | 10,0 | 9,1  | 9,1  | 8,9  | 9,4  | 10,3 | 11,9 | N/A  |
| -   | Macedonia de Nord | N/A  | 17,6 | 16,4 | 16,9 | 16,2 | 13,5 | 14,8 | N/A  | N/A  |
| -   | Serbia            | N/A  | 20,2 | 20,8 | 20,3 | 17,5 | 16,2 | 15,3 | 14,8 | N/A  |
| -   | Muntenegru        | N/A  | 22,2 | 23,3 | 23,2 | 22,6 | 17,5 | 14,0 | 20,4 | N/A  |

b - întrerupere în seriile temporale

p - date provizorii

Sursa: Eurostat (online data code: sdg_01_40)

### Rata de risc de sărăcie a populației ocupate

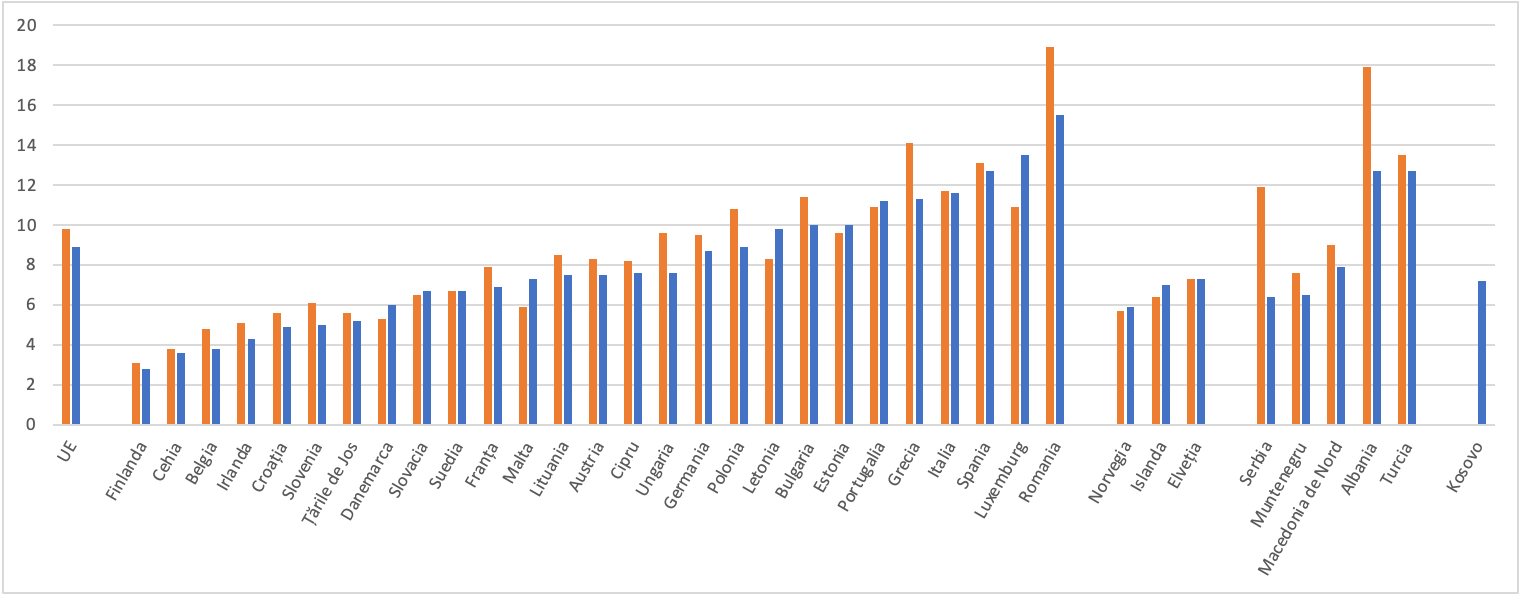
2016
2021
Sursa: Eurostat (online data code: sdg_01_41)

Indicatorul se referă la ponderea persoanelor angajate cu vârsta de 18 ani sau peste care sunt expuse riscului de sărăcie monetară. Oamenii sunt considerați „angajați” (ca salariat sau liber profesionist) dacă au ocupat un loc de muncă mai mult de jumătate din anul de referință. Datele pentru acest indicator sunt preluate din EU Statistics on Income and Living Conditions (EU-SILC).
| Loc | Țară              | 2014   | 2015  | 2016   | 2017  | 2018  | 2019  | 2020   | 2021   | 2022   |
|     |                   |        |       |        |       |       |       |        |        |        |
| --- | ----------------- | ------ | ----- | ------ | ----- | ----- | ----- | ------ | ------ | ------ |
| -   | Uniunea Europeană | 9,6 e  | 9,7 e | 9,8 e  | 9,5 e | 9,3 e | 9,0 e | 8,8    | 8,9    | 8,5    |
| 1   | Finlanda          | 3,7    | 3,5   | 3,1    | 2,7   | 3,1   | 2,9   | 3,1    | 2,8    | 2,5    |
| 2   | Cehia             | 3,6    | 4,0   | 3,8    | 3,5   | 3,4   | 3,5   | 3,7    | 3,6    | 3,4    |
| 3   | Belgia            | 4,8    | 4,6   | 4,8    | 5,0   | 5,1   | 4,8 b | 4,2    | 3,8    | 3,6    |
| 4   | Croația           | 5,7    | 5,9   | 5,6    | 5,8   | 5,2   | 5,1   | 5,1    | 4,9    | 4,7    |
| 5   | Slovenia          | 6,4    | 6,7   | 6,1    | 6,6   | 6,0   | 4,5   | 5,0    | 5,0    | 4,8    |
| 6   | Țările de Jos     | 5,3    | 5,0   | 5,6 b  | 6,1   | 6,1   | 5,5   | 5,6    | 5,2    | 5,0    |
| 7   | Irlanda           | 5,6    | 4,9   | 5,1    | 5,1   | 4,8   | 4,3   | 6,0 b  | 4,3    | 5,3    |
| 8   | Danemarca         | 4,9    | 5,5   | 5,3    | 5,3   | 6,0   | 6,3   | 6,2 b  | 6,0    | 5,9    |
| 9   | Germania          | 9,9    | 9,7   | 9,5    | 9,1   | 9,1   | 8,0   | 8,6 b  | 8,7    | 7,0    |
| 10  | Ungaria           | 6,7    | 9,3   | 9,6    | 10,2  | 8,4   | 8,4   | 7,8    | 7,6    | 7,0    |
| 11  | Malta             | 5,5    | 5,5   | 5,9    | 5,7   | 6,4   | 6,5   | 7,4    | 7,3    | 7,1    |
| 12  | Slovacia          | 5,7    | 6,0   | 6,5    | 6,3   | 6,0   | 4,4   | 5,2    | 6,7    | 7,1    |
| 13  | Franța            | 8,0    | 7,5   | 7,9    | 7,3   | 7,1   | 7,4   | 7,4 b  | 6,9    | 7,5 p  |
| 14  | Suedia            | 7,7    | 8,0   | 6,7    | 6,9   | 7,0   | 7,8   | 7,8    | 6,7    | 7,5    |
| 15  | Lituania          | 8,3    | 9,9   | 8,5    | 8,5   | 8,1   | 7,9   | 8,0    | 7,5    | 7,6    |
| 16  | Cipru             | 7,8    | 9,1   | 8,2    | 7,9   | 7,4   | 6,7   | 7,3    | 7,6    | 7,9    |
| 17  | Austria           | 7,2    | 7,9   | 8,3    | 7,7   | 8,0   | 7,6   | 7,2    | 7,5    | 8,2    |
| 18  | Polonia           | 10,6   | 11,2  | 10,8   | 9,9   | 9,7   | 9,7   | 9,6    | 8,9    | 9,1    |
| 19  | Letonia           | 8,1    | 9,2   | 8,3    | 8,8   | 8,1   | 8,5   | 8,2    | 9,8    | 9,2    |
| 20  | Bulgaria          | 9,2    | 7,7   | 11,4   | 9,9   | 9,9   | 8,9   | 9,6    | 10,0   | 9,7    |
| 21  | Portugalia        | 10,7   | 10,9  | 10,9   | 10,8  | 9,7   | 10,8  | 9,5    | 11,2   | 10,3   |
| 22  | Estonia           | 11,8 b | 10,0  | 9,6    | 9,3   | 9,3   | 10,0  | 10,0   | 10,0   | 10,5   |
| 23  | Grecia            | 13,4   | 13,4  | 14,1   | 12,9  | 11,0  | 10,2  | 10,1   | 11,3   | 10,6   |
| 24  | Italia            | 11,0   | 11,5  | 11,7   | 12,2  | 12,2  | 11,8  | 10,8   | 11,6   | 11,5   |
| 25  | Spania            | 12,5   | 13,1  | 13,1   | 13,1  | 12,9  | 12,7  | 11,8   | 12,7   | 11,7   |
| 26  | Luxemburg         | 11,1   | 11,6  | 10,9 b | 10,8  | 11,5  | 12,1  | 11,9 b | 13,5 b | 12,9 b |
| 27  | România           | 19,8   | 18,8  | 18,9   | 17,4  | 15,3  | 15,7  | 14,9   | 15,5   | 14,5   |

| Loc | Țară              | 2014  | 2015 | 2016 | 2017 | 2018 | 2019 | 2020 | 2021 | 2022 |
| --- | ----------------- | ----- | ---- | ---- | ---- | ---- | ---- | ---- | ---- | ---- |
| -   | Norvegia          | 5,0   | 5,5  | 5,7  | 5,8  | 6,0  | 6,3  | 5,9  | N/A  | N/A  |
| -   | Islanda           | 4,6   | 6,5  | 6,4  | 7,0  | 7,0  | N/A  | N/A  | N/A  | N/A  |
| -   | Elveția           | 6,3 b | 8,2  | 7,3  | 8,2  | 7,3  | 7,7  | 8,0  | 7,3  | N/A  |
|     |                   |       |      |      |      |      |      |      |      |      |
| -   | Serbia            | 14,0  | 13,3 | 11,9 | 10,8 | 10,0 | 9,2  | 7,8  | 6,4  | N/A  |
| -   | Muntenegru        | 7,8   | 7,7  | 7,6  | 7,6  | 7,3  | 9,0  | 9,8  | 6,5  | N/A  |
| -   | Macedonia de Nord | 9,8   | 8,9  | 9,0  | 9,0  | 8,8  | 8,5  | 7,9  | N/A  | N/A  |
| -   | Albania           | N/A   | N/A  | N/A  | 17,9 | 16,5 | 14,6 | 12,7 | N/A  | N/A  |
| -   | Turcia            | 14,4  | 13,7 | 13,5 | 12,8 | 13,1 | 13,2 | 12,9 | 12,7 | N/A  |
|     |                   |       |      |      |      |      |      |      |      |      |
| -   | Kosovo            | N/A   | N/A  | N/A  | N/A  | 7,2  | N/A  | N/A  | N/A  | N/A  |

b - întrerupere în seriile temporale

e - date estimative

p - date provizorii

Sursa: Eurostat (online data code: sdg_01_41)

### Rata de împovărare a costurilor locuinței

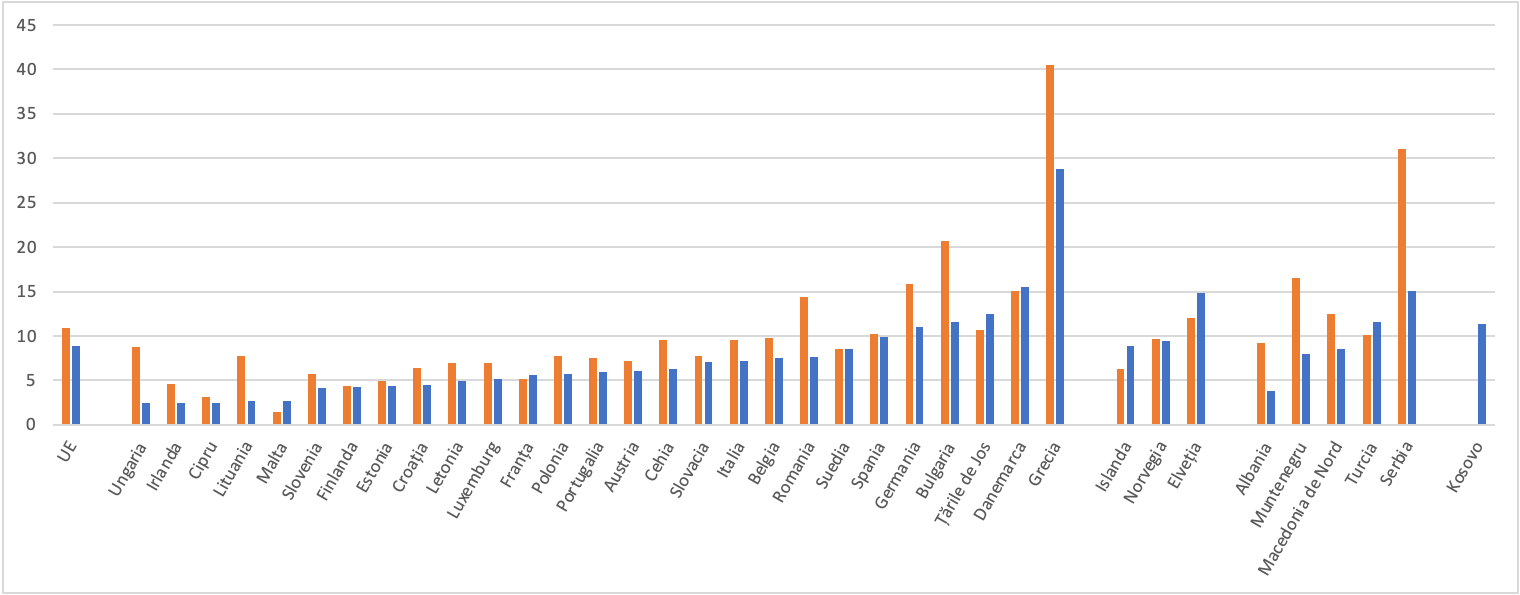
2016
2021
Sursa: Eurostat (online data code: sdg_01_50)

Indicatorul reflectă ponderea populației care trăiește în gospodării în care costurile totale ale locuinței reprezintă mai mult de 40% din venitul disponibil. Acest indicator este derivat din EU Statistics on Income and Living Conditions (EU-SILC).
| Loc | Țară              | 2014   | 2015   | 2016   | 2017   | 2018  | 2019  | 2020   | 2021  | 2022   |
|     |                   |        |        |        |        |       |       |        |       |        |
| --- | ----------------- | ------ | ------ | ------ | ------ | ----- | ----- | ------ | ----- | ------ |
| -   | Uniunea Europeană | 11,5 e | 11,2 e | 10,9 e | 10,1 e | 9,6 e | 9,4 e | 7,8    | 8,9   | 9,1    |
| 1   | Slovacia          | 9,0    | 9,1    | 7,7    | 8,4    | 4,1   | 5,7   | 3,2    | 7,1   | 2,2    |
| 2   | Cipru             | 4,0    | 3,9    | 3,1    | 2,8    | 2,0   | 2,3   | 1,9    | 2,5   | 2,5    |
| 3   | Malta             | 1,6    | 1,1    | 1,4    | 1,4    | 1,7   | 2,6   | 2,8    | 2,7   | 2,9    |
| 4   | Lituania          | 7,1    | 9,1    | 7,8    | 7,2    | 5,6   | 4,8   | 2,7    | 2,7   | 3,5    |
| 5   | Croația           | 7,5    | 7,2    | 6,4    | 5,8    | 5,1   | 4,7   | 4,2    | 4,5   | 3,8    |
| 6   | Irlanda           | 6,4    | 4,7    | 4,6    | 4,5    | 3,4   | 4,2   | 4,5 b  | 2,5   | 3,9    |
| 7   | Slovenia          | 6,4    | 6,1    | 5,7    | 5,2    | 4,9   | 4,1   | 4,4    | 4,1   | 4,1    |
| 8   | Estonia           | 8,3 b  | 6,8    | 4,9    | 4,8    | 4,0   | 4,4   | 4,4    | 4,4   | 4,9    |
| 9   | Portugalia        | 9,2    | 9,1    | 7,5    | 6,7    | 5,7   | 5,7   | 4,1    | 5,9   | 5,0    |
| 10  | Finlanda          | 5,1    | 4,9    | 4,4    | 4,3    | 4,3   | 4,0   | 4,1    | 4,3   | 5,4    |
| 11  | Letonia           | 9,6    | 8,1    | 7,0    | 6,9    | 6,7   | 5,4   | 4,8    | 4,9   | 5,4    |
| 12  | Polonia           | 9,6    | 8,7    | 7,7    | 6,7    | 6,2   | 6,0   | 4,9 b  | 5,7   | 5,6    |
| 13  | Franța            | 5,1    | 5,7    | 5,2    | 5,0    | 4,7   | 5,5   | 5,6 b  | N/A   | 6,5 p  |
| 14  | Italia            | 8,5    | 8,6    | 9,6    | 8,2    | 8,2   | 8,7   | 7,2    | 7,2   | 6,6    |
| 15  | Cehia             | 10,5   | 10,4   | 9,5    | 8,7    | 7,8   | 6,9   | 6,5    | 6,3   | 6,9    |
| 16  | Austria           | 6,6    | 6,4    | 7,2    | 7,1    | 6,8   | 7,0   | 6,3    | 6,1   | 7,4    |
| 17  | Belgia            | 10,4   | 9,4    | 9,8    | 9,4    | 8,9   | 8,4 b | 7,8    | 7,5   | 7,7    |
| 18  | Ungaria           | 12,8   | 8,5    | 8,8    | 10,7   | 9,6   | 4,2   | 4,9    | 2,4   | 8,1    |
| 19  | România           | 16,2   | 15,9   | 14,4   | 12,3   | 10,3  | 8,6   | 7,1    | 7,6   | 8,5    |
| 20  | Suedia            | 8,6    | 8,7    | 8,5    | 8,4    | 8,3   | 9,4   | 8,3    | 8,5   | 9,1    |
| 21  | Spania            | 10,9   | 10,3   | 10,2   | 9,8    | 8,9   | 8,5   | 8,2    | 9,9   | 9,2    |
| 22  | Germania          | 15,9   | 15,6   | 15,8   | 14,5   | 14,2  | 13,9  | 9,0 b  | 11,0  | 11,8   |
| 23  | Danemarca         | 15,6   | 15,1   | 15,1   | 15,7   | 14,7  | 15,6  | 14,1 b | 15,5  | 14,7   |
| 24  | Bulgaria          | 12,9   | 14,8   | 20,7 b | 18,9   | 17,9  | 16,0  | 14,4   | 11,6  | 15,1   |
| 25  | Luxemburg         | 6,8    | 6,0    | 7,0 b  | 7,1    | 9,3   | 10,1  | 8,5 b  | 5,1 b | 15,3 b |
| 26  | Țările de Jos     | 15,4   | 14,9   | 10,7 b | 9,4    | 9,4   | 9,9   | 8,3    | 12,5  | 21,7   |
| 27  | Grecia            | 44,9   | 45,5   | 40,5   | 39,6   | 39,5  | 36,2  | 33,3   | 28,8  | 26,7   |

| Loc | Țară              | 2014   | 2015 | 2016 | 2017 | 2018 | 2019 | 2020 | 2021 | 2022 |
| --- | ----------------- | ------ | ---- | ---- | ---- | ---- | ---- | ---- | ---- | ---- |
| -   | Islanda           | 8,1    | 8,2  | 6,3  | 8,4  | 8,9  | N/A  | N/A  | N/A  | N/A  |
| -   | Norvegia          | 8,2    | 9,4  | 9,7  | 9,3  | 10,6 | 10,5 | 9,4  | N/A  | N/A  |
| -   | Elveția           | 11,7 b | 11,7 | 12,0 | 12,7 | 12,8 | 14,2 | 13,6 | 14,8 | N/A  |
|     |                   |        |      |      |      |      |      |      |      |      |
| -   | Albania           | N/A    | N/A  | N/A  | 9,2  | 6,0  | 5,5  | 3,8  | N/A  | N/A  |
| -   | Muntenegru        | 16,9   | 16,8 | 16,5 | 15,1 | 14,7 | 11,7 | 9,4  | 8,0  | N/A  |
| -   | Macedonia de Nord | 15,6   | 12,3 | 12,5 | 11,7 | 10,2 | 9,9  | 8,5  | N/A  | N/A  |
| -   | Turcia            | 10,3   | 10,5 | 10,1 | 9,5  | 9,7  | 10,5 | 10,2 | 11,6 | N/A  |
| -   | Serbia            | 31,7   | 33,7 | 31,0 | 33,6 | 31,3 | 21,6 | 17,8 | 15,1 | N/A  |
|     |                   |        |      |      |      |      |      |      |      |      |
| -   | Kosovo            | N/A    | N/A  | N/A  | N/A  | 11,3 | N/A  | N/A  | N/A  | N/A  |

b - întrerupere în seriile temporale

e - date estimative

p - date provizorii

Sursa: Eurostat (online data code: sdg_01_50)